# 스페인 인판타 마리아 데 라스 메르세데스
스페인 인판타 마리아 데 라스 메르세데스(Princess María de las Mercedes of Bavaria, Infanta of Spain, 1911년 10월 3일 ~ 1953년 9월 11일)는 독일계 스페인 공주였다. 그녀는 조지아의 무크라니의 이라클리 바그라티온의 세 번째 아내였다. 그녀의 아버지인 페르디난트 폰 바이에른 왕자를 통해 그녀는 바이에른 비텔스바흐 가문의 일원이 되었다. 어머니인 스페인 인판타 마리아 테레사를 통해 그녀는 알폰소 12세의 외손녀이자 알폰소 13세의 조카였다.